# Cultura delle urne a forma di casa

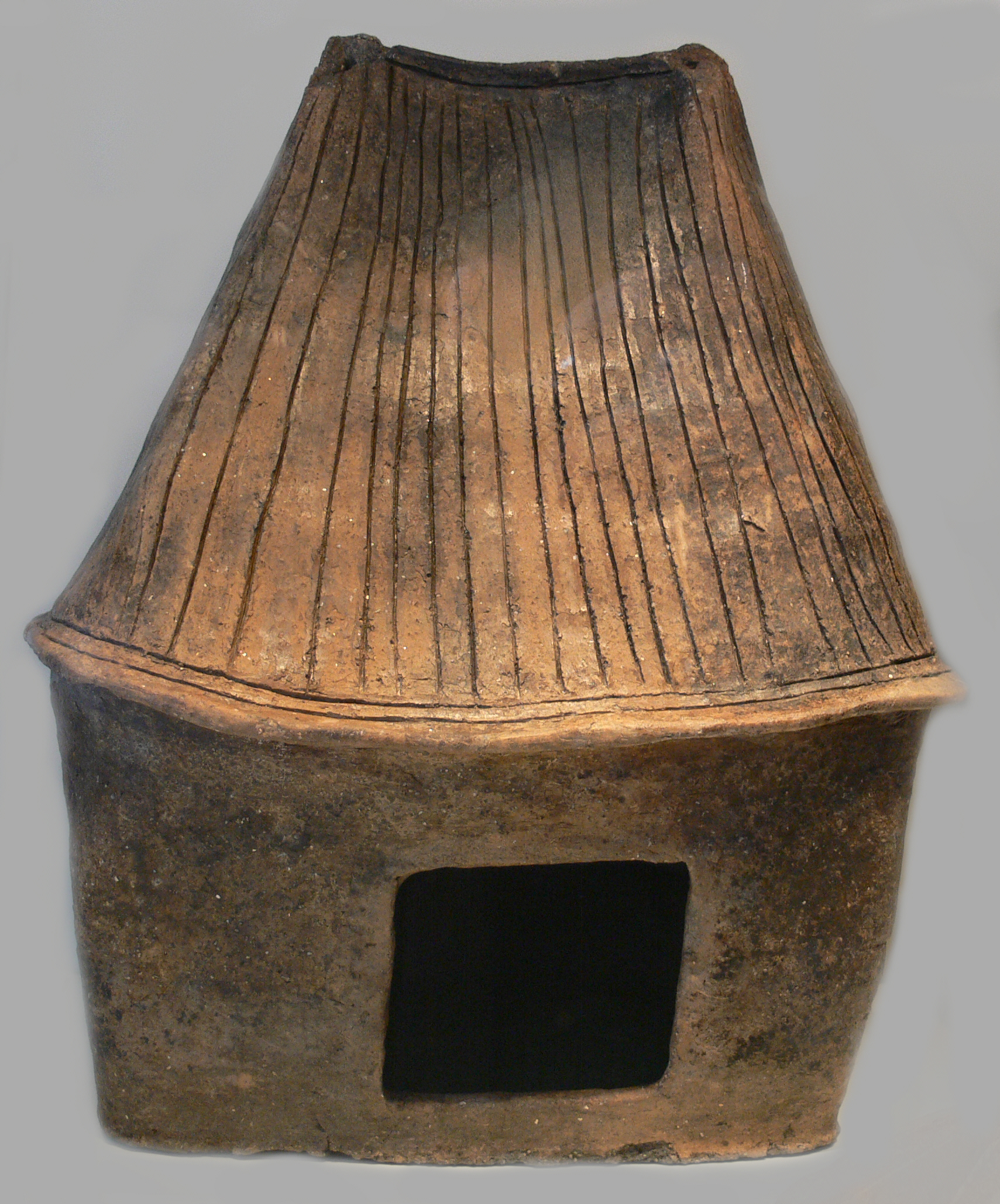
Urna a forma di casa del VII secolo a.C. rinvenuta nella Sassonia-Anhalt

La cultura delle urne a forma di casa (in tedesco:Hausurnenkultur) fu un'antica cultura dell'età del ferro che fiorì principalmente in Germania centrale durante il VII secolo a.C. nella regione dove il fiume Saale e l'Elba si congiungono fra loro.

## Descrizione
Le urne cinerarie a forma di casa sono la caratteristica principale di questa cultura. Le urne venivano depositate in cimiteri che erano utilizzati da secoli, tuttavia si scorge un elemento innovativo rappresentato dalle ciste in pietra; forse si tratta di un'innovazione dovuta a cambiamenti nella sfera religiosa. Gli archeologi vedono una ovvia connessione con la cultura pomeranica sviluppatasi in territorio polacco nello stesso periodo.
Urne a forma di casa o capanna sono state rinvenute anche in Italia ad esempio nei territori occupati dalla civiltà villanoviana e laziale. Ancora non è accertata l'esistenza di un collegamento fra i più antichi reperti italiani e quelli tedeschi.